# オルソコーツァイト
オルソコーツァイト（独: Orthoquartzite、正珪岩、オーソクォーツァイト）は、堆積岩の一種でほとんどがよく円摩された石英の砂粒からなる砂岩である。褐・白・灰・黄・赤など様々な色がある。

## 概要
オルソコーツァイトは広い大陸内部で非常に長期間を経て石英以外の砂が風化してほぼ石英のみが残り堆積することで形成される。
現在の日本列島の狭さではその成因から正珪岩が形成されうる環境は存在しないと考えられている。しかし日本列島がかつて大陸と繋がっていた時に中国大陸内部で作られた正珪岩が礫として供給されたものが日本各地に分布している。
同じくSiO2を多く含むチャート礫と比べるとこちらは砂粒子の集合体で表面がよりガサガサしている違いが分かる。

## 鉱業・用途
非常に硬いがよく円摩された石であり陶磁器の原料粉砕に用いるボールミル用として採石されてきた。富山県南砺市の福光地域では「福光玉」と言われる古くから重宝されており、現在でも小矢部川産の正珪岩を砡盃に加工したものが特産品として売られている。

## 産地
世界的にアフリカ、アメリカなどに広く分布。
日本では南紀海岸や、北陸の小矢部川(福光玉)、手取川(手取玉石)流域でなど手取層群分布域周辺で見つけやすい。新潟県糸魚川市西部の海岸でもヒスイ探しの副産物的によく拾われている。

### 分布
- 刀利礫岩層(富山県) - 刀利ダム東岸(刀利の赤壁)や利賀川に分布。3〜10cm程度と比較的大型で赤色の円礫が多い[2]
- 手取層群(石川県など)